# حاجی‌آباد (شیراز)
حاجی‌آباد (شیراز)، روستایی از توابع بخش ارژن شهرستان شیراز در استان فارس ایران است.

## جمعیت
این روستا در دهستان قره چمن قرار دارد و براساس سرشماری مرکز آمار ایران در سال ۱۴۰۰، جمعیت آن ۵۳۰ نفر (۱۳۰خانوار) بوده‌است.